# سليم فتحي باشا

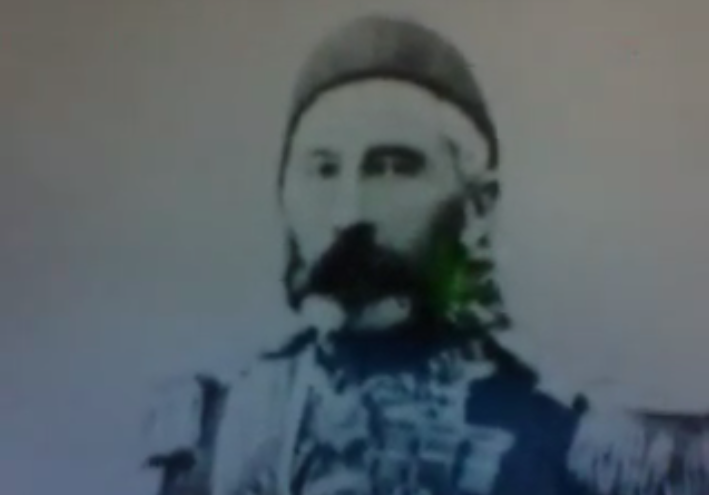
صورة سليم فتحي باشا

الفريق سليم فتحي باشا (ولد على الأرجح في أوائل القرن التاسع عشر واستشهد في حرب القرم في 17 فبراير 1855). هو قائد عسكري مصري، قاد القوات البرية المصرية في حرب القرم.

## حياته العسكرية

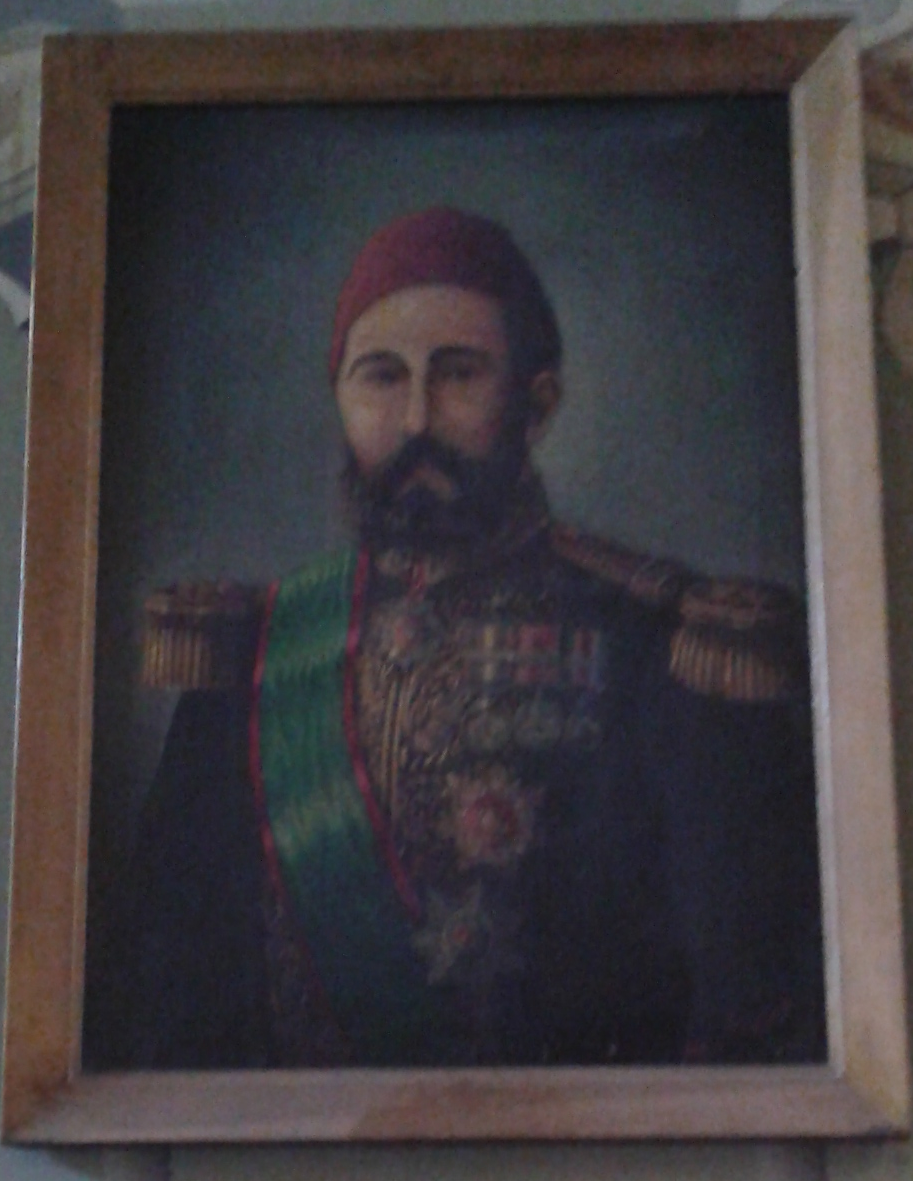
صورة ملونة بالحجم الكبير للفريق سليم فتحي باشا معروضة بالمتحف الحربي القومي بالقلعة - القاهرة

وصف الأمير عمر طوسون سليم باشا بأنه أنجب تلاميذ سليمان باشا الفرنساوي الذي عهد إليه محمد علي باشا بإنشاء الجيش المصري وكان رئيس أركانه. وقد شارك سليم فتحي باشا في حروب إبراهيم باشا في الشام والأناضول، وكان من أبطالها، وصار في عهد محمد علي باشا ناظرا لمدرسة أركان الحرب، ثم عُين سنة 1848  قائدًا للمشاة (البيادة)، وكان من أقرب القادة العسكريين المصريين إلي المدنية الأوروبية.
في سنة 1853 تولى سليم فتحي باشا قيادة القوات البرية التي أرسلها عباس باشا الأول لنجدة الدولة العثمانية في حرب القرم، وكان جيشه مكونًا من 6 ألايات بيادة (مشاة) مجموعها 15704 جنديًا، وألاي سواري يتكون من 1291 جنديًا، وألاي طوبجية (مدفعية) يتكون من 2727 جنديًا وعدد بطارياته 12 بطارية، كل منها ستة مدافع.

## أسرته وذريته
تزوج خديجة هانم الفرواجية (من الأشراف) وأنجب منها اثنين. من أبرز أحفاده المؤرخ العسكري اللواء أركان حرب حسن فتحي (1921 ـ 2008)، صاحب موسوعة "فنون الحرب في الفتوحات الإسلامية.

## تكريمه

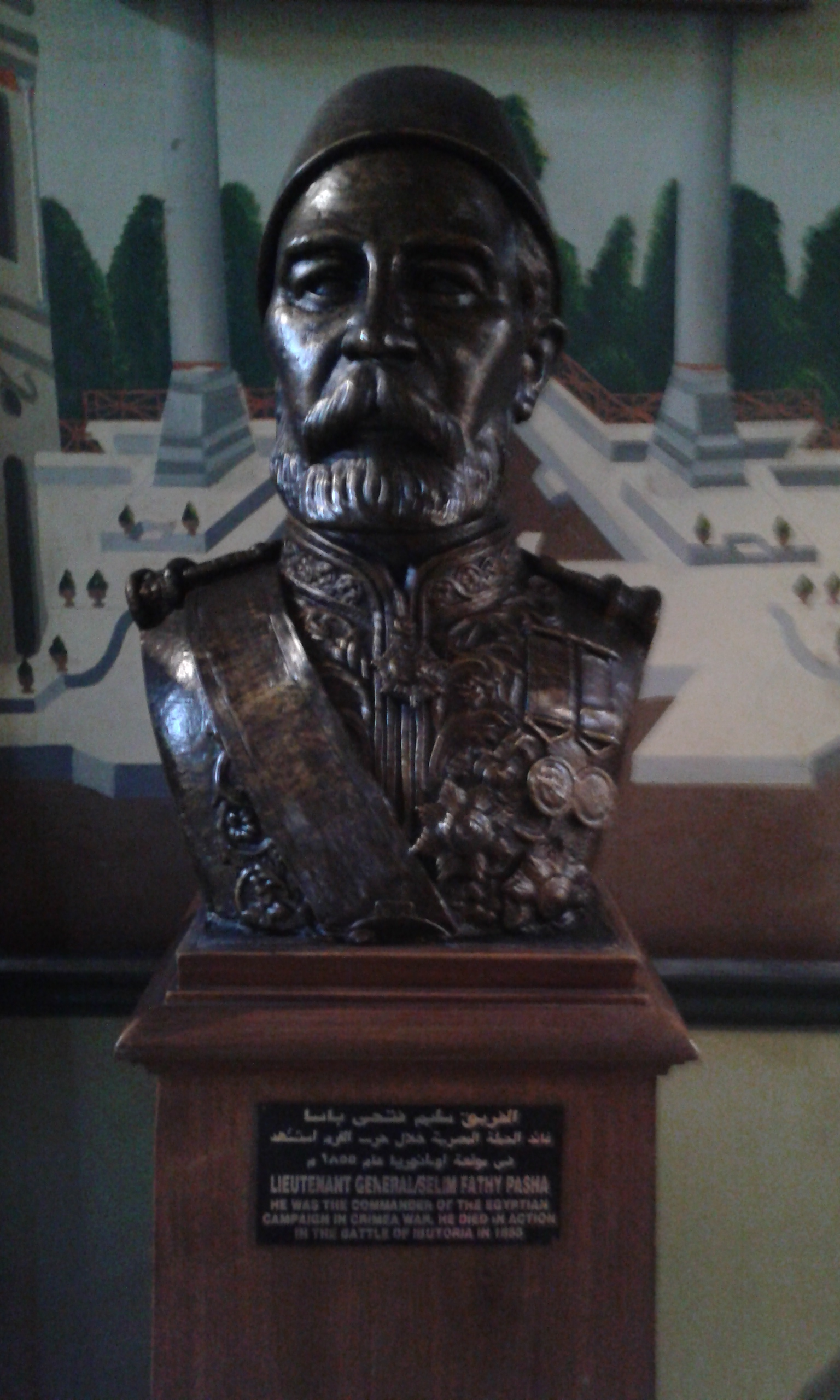
تمثال نصفي لسليم فتحي باشا معروض بالمتحف الحربي القومي بالقلعة، القاهرة

يوجد للفريق سليم فتحي باشا تمثال نصفي بالمتحف الحربي القومي الكائن بشارع القلعة في القاهرة و صورة ملونة بالحجم الكبير.

## وفاته
لقي الفريق سليم باشا فتحي حتفه في معركة إيفباتوريا (معركة كوزلوه) بحرب القرم يوم السبت 29 من جمادى الأول سنة 1271 هـ، الموافق 17 فبراير 1855م، ودُفن بأمر سردار الجيوش العثمانية إكرام عمر باشا في كوزلوه (أوباتوريا) بالقرب من مسجد خان جامعي، وحل محله في قيادة القوات المصرية أحمد باشا المنكلي حتى يوم 27 سبتمبر 1855.